# Nuvem estratosférica polar

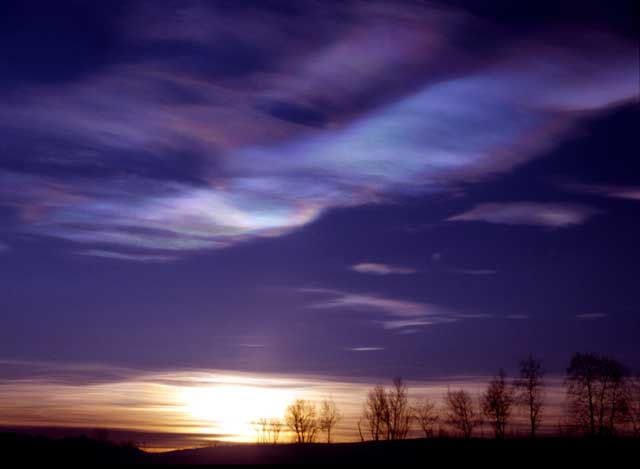
Nuvem estratosférica polar na Região Ártica.

As nuvens estratosféricas polares são nuvens que se formam na estratosfera em altitudes entre 15.000 e 25.000 metros. Estas nuvens são raras e são formadas principalmente perto das zonas polares durante o inverno. Elas estão envolvidas na formação dos buracos na camada de ozônio.